# Place fédérale
La Place fédérale (en allemand : Bundesplatz) est une place de la vieille ville de Berne. Elle est notamment bordée par le Palais fédéral et par la Banque nationale suisse.

## Description
La Place fédérale voit le jour en 1902, sous le nom de place du Parlement.
Elle est bordée au sud par le Palais fédéral, à l'est par la Banque nationale suisse, à l'ouest par la Banque cantonale bernoise et au nord par un restaurant et la Banque Valiant,.
De la forme d'un rectangle irrégulier, elle a une superficie de 2218 m2 (36,6 mètres sur 60,6). Elle peut accueillir environ 20 000 personnes.
La place est propriété de la ville de Berne.

## Utilisation
La place accueille un marché agricole tous les mardis et samedis.
Elle est également le cadre de manifestations politiques (plus de 40, par exemple, en 2002). Les manifestations sont toutefois interdites sur la place lors des sessions du Parlement fédéral depuis 1925,,,. Le Conseil fédéral y reçoit par ailleurs les hôtes étrangers.
Un spectacle son et lumière projeté sur la façade du Palais du Parlement, intitulé Rendez-vous Bundesplatz, y est organisé chaque année en automne depuis 2011,.

## Réaménagement
En 1991, un concours national est lancé pour le réaménagement de la place, qui fait alors principalement office de parking.
Les travaux commencent en août 2003 et l'inauguration a lieu le 1er août 2004. Sur la nouvelle place, composée de 3 600 dalles de gneiss de granit clair de Vals, 26 jets d'eau escamotables pouvant s'élever jusqu'à 4 mètres de hauteur symbolisent les 26 cantons suisses,. Une bande lumineuse mène de la Bärenplatz adjacente à l'entrée du palais du Parlement.
En février 2020 un panneau avec le nom de la place dans les quatre langues nationales est posé lors de la Journée internationale de la langue maternelle.